# La Rialera
La Rialera és un indret del terme de Sant Esteve de la Sarga, al Pallars Jussà, en el territori del poble de Moror.
Està situat al sud-oest de Moror, al nord del Molí de Carrió. La travessa la llau de la Rialera, afluent per l'esquerra del barranc del Bosc.